# Гантограм
Гантограм (Гантов дијаграм) је тип стубастог дијаграма који илуструје распоред пројекта. Гантограм илуструје почетне и крајње датуме појединачних елемента пројекта као и њихов преглед. 
Неки гантограми такође приказују зависност (тј. предност мреже) односа између активности. Гантограми се могу користити како би приказали тренутни распоред графикона.
И ако се данас сматра као основна техника графикона, гантограм је сматран револуционарним када је представљен. Као признање за допринос Хенрија Ганта, Медаља Хенрија Лоренса Ганта се награђује за изузетна достигнућа у менаџменту и управљањем заједницом. Овај графикон се такође користи у Информационој Технологији да представља прикупљене информације.